# 紅玉伊月
紅玉伊月（1984年—），日本作家，紅玉伊月是其筆名。石川縣金澤市出身。金澤大學文學部畢業。
以《角鴞與夜之王》得到第13回電擊小說大獎的大賞。在電擊文庫中是罕見的童話風作品而成為話題。

## 作品

### 小說
- 角鴞與夜之王 （電撃文庫、2007年2月；台灣角川、天聞角川代理） 插畫：磯野宏夫
- MAMA （電撃文庫、2008年2月；台灣角川、天聞角川代理) 插畫：カラス（KARASU）
- 雪螳螂（日语：雪蟷螂） （電撃文庫、2009年2月；台灣角川、天聞角川代理) 插畫：岩城拓郎

以上三部通稱食人魔物語三部曲。
- 失落的花園（Garden Lost） （MediaWorks文庫、2010年1月；台灣角川、天闻角川代理) 插畫：上条衿
- 毒吐姬與星之石（日语：毒吐姫と星の石） （電撃文庫、2010年11月；台灣角川、天聞角川代理） 插畫：磯野宏夫 ※「角鴞與夜之王」續編
- （歡迎來到古城旅館） （角川翼文庫） 插畫：村松加奈子
  1. 湖のほとりの少女たち（2011年9月15日）
  2. 私をさがさないで （2011年12月15日）
- 乘鞦韆飛翔的聖修伯里 （角川書店、2013年2月；台灣角川代理） 插畫：小川恵子
- サエズリ図書館のワルツさん（星海社FICTIONS、2012年8月 - ）插畫：sime
- 妖怪拉糖舖奇譚（MediaWorks文庫、2014年7月；台灣角川代理）插畫：宝井理人

### 遊戲劇本
- 『末世巡禮 ～再見了月之廢墟～』（遊戲內的短篇故事『七色クロシェット』）
- 『光之4戰士』

### 其他
短篇
- （鳥籠巫女與聖劍騎士） （電撃文庫MAGAZINE、2010/12）※與「角鴞與夜之王」、「毒吐姬與星之石」同一世界的番外篇。
- （最前線、2011/11 - ） 插畫：HERO

其他
- （收錄於、Media Works文庫、ISBN 978-4048701747）

## 外部連結
- メテオ・スカーレット （本人のサイト） （页面存档备份，存于）
- 「第13回電撃小説大賞」授賞式時の本人写真とインタビュー